# Раковець (Квідзинський повіт)
Раковець (пол. Rakowiec, нім. Groß Krebs) — село в Польщі, у гміні Квідзин Квідзинського повіту Поморського воєводства.
Населення — 1504 особи (2011).
У 1975-1998 роках село належало до Ельблонзького воєводства.

## Демографія
Демографічна структура станом на 31 березня 2011 року:
|          | Загалом | Допрацездатний вік | Працездатний вік | Постпрацездатний вік |
| -------- | ------- | ------------------ | ---------------- | -------------------- |
| Чоловіки | 765     | 192                | 538              | 35                   |
| Жінки    | 739     | 175                | 474              | 90                   |
| Разом    | 1504    | 367                | 1012             | 125                  |